# Covington (Washington)
Covington és una població dels Estats Units a l'estat de Washington. Segons el cens del 2020 tenia 20.777 habitants.

## Demografia
Segons el cens del 2000, Covington tenia 13.783 habitants, 4.398 habitatges, i 3.689 famílies. La densitat de població era de 922,3 habitants per km².
Dels 4.398 habitatges en un 52,2% hi vivien nens de menys de 18 anys, en un 70,1% hi vivien parelles casades, en un 9,7% dones solteres, i en un 16,1% no eren unitats familiars. En l'11,4% dels habitatges hi vivien persones soles l'1,7% de les quals corresponia a persones de 65 anys o més que vivien soles. El nombre mitjà de persones vivint en cada habitatge era de 3,13 i el nombre mitjà de persones que vivien en cada família era de 3,37.
Per edats la població es repartia de la següent manera: un 33,8% tenia menys de 18 anys, un 7% entre 18 i 24, un 36,2% entre 25 i 44, un 19,3% de 45 a 60 i un 3,7% 65 anys o més.
L'edat mediana era de 32 anys. Per cada 100 dones de 18 o més anys hi havia 100,2 homes.
La renda mediana per habitatge era de 63.711 $ i la renda mediana per família de 65.173 $. Els homes tenien una renda mediana de 48.134 $ mentre que les dones 34.576 $. La renda per capita de la població era de 22.230 $. Aproximadament el 2,1% de les famílies i el 3,6% de la població estaven per davall del llindar de pobresa.

## Poblacions més properes
El següent diagrama mostra les poblacions més properes.